# Le Vieux-Marché
Le Vieux-Marché è un comune francese di 1 286 abitanti situato nel dipartimento delle Côtes-d'Armor nella regione della Bretagna.
L'orientalista Louis Massignon nel 1954 crea il pellegrinaggio dedicato ai Sette dormienti di Efeso a Vieux-Marché, nelle Côtes-d'Armor.

## Società

### Evoluzione demografica
Abitanti censiti